# Ustawa o kinematografii
Ustawa z dnia 30 czerwca 2005 r. o kinematografii – polska ustawa, uchwalona przez Sejm RP, określająca:
- zasady wspierania twórczości filmowej
- zasady wspierania innej działalności w dziedzinie kinematografii
- zasady ochrony zasobów sztuki filmowej.

Na mocy ustawy powstał Polski Instytut Sztuki Filmowej, którego zadaniem jest wspieranie rozwoju polskiej kinematografii.

## Systematyka ustawy
- Rozdział 1. Przepisy ogólne
- Rozdział 2. Polski Instytut Sztuki Filmowej
- Rozdział 3. Dofinansowywanie przedsięwzięć z zakresu przygotowania projektów filmowych, produkcji filmów, dystrybucji filmów i rozpowszechniania filmów, promocji polskiej twórczości filmowej i upowszechniania kultury filmowej
- Rozdział 4. Gromadzenie, ochrona i upowszechnianie zasobów sztuki filmowej
- Rozdział 5. Zmiany w przepisach obowiązujących
- Rozdział 6. Przepisy przejściowe i dostosowujące
- Rozdział 7. Przepis końcowy

## Poprzednie ustawy
Wcześniejsze ustawy regulujące kwestie kinematografii były z 13 marca 1934, 15 grudnia 1951 i 16 lipca 1987. 11 lutego 2019 weszła w życie ustawa z dnia 9 listopada 2018 r. o finansowym wspieraniu produkcji audiowizualnej, która uchyliła ustawę z 16 lipca 1987 funkcjonującą od 19 sierpnia 2005 jako ustawa o państwowych instytucjach filmowych.